# Football League Two 2008-2009

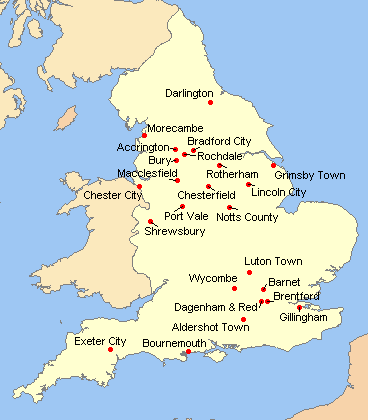
Localizzazione delle squadre della Football League Two 2008-2009

La Football League Two 2008-2009, conosciuta anche con il nome di Coca-Cola League Two per motivi di sponsorizzazione, è stato il 51º campionato inglese di calcio di quarta divisione, nonché il 5º con la denominazione di League Two.
La stagione regolare ha avuto inizio il 9 agosto 2008 e si è conclusa il 2 maggio 2009, mentre i play off si sono svolti tra il 7 ed il 23 maggio 2009. Ad aggiudicarsi il titolo, a dieci anni di distanza dall'ultimo, è stato il Brentford, al terzo successo nella categoria. Le altre tre promozioni in Football League One, sono state invece conseguite dal neopromosso Exeter City (2º classificato, che torna dopo sedici anni nella divisione superiore), dal Wycombe Wanderers (3º classificato) e dal Gillingham (vincitore dei play off).
Capocannonieri del torneo sono stati Grant Holt (Shrewsbury Town) e Jack Lester (Chesterfield) con 20 reti a testa.

## Stagione

### Novità
Al termine della stagione precedente, insieme ai campioni di lega del Milton Keynes Dons, salirono direttamente in Football League One anche il Peterborough United (2º classificato) e l'Hereford United (3º classificato). Mentre lo Stockport County, 4º classificato, raggiunse la promozione attraverso i play-off. Il Mansfield Town ed il Wrexham che occuparono le ultime due posizioni della classifica, retrocessero invece in Conference League Premier e persero il loro status in Football League, rispettivamente dopo ottantadue ed ottantasei anni.
Queste sei squadre furono rimpiazzate dalle quattro retrocesse dalla Football League One: Bournemouth, Gillingham, Port Vale (sceso dopo ventitre anni nel quarto livello del calcio inglese) e Luton Town e dalle due promosse provenienti dalla Conference League Premier: Aldershot Town (erede del vecchio Aldershot, fallito ed escluso durante la Fourth Division 1991-1992) ed Exeter City (quest'ultimo al ritorno, dopo sei anni, nel calcio professionistico).

### Formula
Le prime tre classificate venivano promosse direttamente in Football League One, insieme alla vincente dei play off a cui partecipavano le squadre giunte dal 4º al 7º posto. Mentre le ultime due classificate retrocedevano in Conference League Premier.

## Squadre partecipanti
| Squadra              | Città                    | Stadio                         | Stagione precedente                             |
| -------------------- | ------------------------ | ------------------------------ | ----------------------------------------------- |
| Accrington Stanley   | Accrington               | Crown Ground                   | 17º posto in Football League Two                |
| Aldershot Town       | Aldershot                | Recreation Ground              | 1º posto in Conference League Premier, promosso |
| Barnet               | Londra (High Barnet)     | Underhill Stadium              | 12º posto in Football League Two                |
| Bournemouth          | Bournemouth              | Fitness First Stadium          | 21º posto in Football League One, retrocesso    |
| Bradford City        | Bradford                 | Valley Parade                  | 10º posto in Football League Two                |
| Brentford            | Londra (Hounslow)        | Griffin Park                   | 14º posto in Football League Two                |
| Bury                 | Bury                     | Gigg Lane                      | 13º posto in Football League Two                |
| Chester City         | Chester                  | Deva Stadium                   | 22º posto in Football League Two                |
| Chesterfield         | Chesterfield             | Saltergate                     | 8º posto in Football League Two                 |
| Dagenham & Redbridge | Londra (Dagenham)        | Victoria Road                  | 20º posto in Football League Two                |
| Darlington           | Darlington               | The Darlington Arena           | 6º posto in Football League Two                 |
| Exeter City          | Exeter                   | St James Park                  | 4º posto in Conference League Premier, promosso |
| Gillingham           | Gillingham               | Priestfield Stadium            | 22º posto in Football League One, retrocesso    |
| Grimsby Town         | Grimsby                  | Blundell Park                  | 16º posto in Football League Two                |
| Lincoln City         | Lincoln                  | Sincil Bank                    | 15º posto in Football League Two                |
| Luton Town           | Luton                    | Kenilworth Road                | 24º posto in Football League One, retrocesso    |
| Macclesfield Town    | Macclesfield             | Moss Rose                      | 19º posto in Football League Two                |
| Morecambe            | Morecambe                | Christie Park                  | 11º posto in Football League Two                |
| Notts County         | Nottingham               | Meadow Lane                    | 21º posto in Football League Two                |
| Port Vale            | Stoke-on-Trent (Burslem) | Vale Park                      | 23º posto in Football League One, retrocesso    |
| Rochdale             | Rochdale                 | Spotland Stadium               | 5º posto in Football League Two                 |
| Rotherham United     | Rotherham                | Don Valley Stadium (Sheffield) | 9º posto in Football League Two                 |
| Shrewsbury Town      | Shrewsbury               | New Meadow                     | 18º posto in Football League Two                |
| Wycombe Wanderers    | High Wycombe             | Adams Park                     | 7º posto in Football League Two                 |

## Classifica finale
|  | Pos. | Squadra             | Pt | G  | V  | N  | P  | GF | GS | DR  |
|  | ---- | ------------------- | -- | -- | -- | -- | -- | -- | -- | --- |
|  | 1.   | Brentford           | 85 | 46 | 23 | 16 | 7  | 65 | 36 | +29 |
|  | 2.   | Exeter City         | 79 | 46 | 22 | 13 | 11 | 65 | 50 | +15 |
|  | 3.   | Wycombe             | 78 | 46 | 20 | 18 | 8  | 54 | 33 | +21 |
|  | 4.   | Bury                | 78 | 46 | 21 | 15 | 10 | 63 | 43 | +20 |
|  | 5.   | Gillingham          | 75 | 46 | 21 | 12 | 13 | 58 | 55 | +3  |
|  | 6.   | Rochdale            | 70 | 46 | 19 | 13 | 14 | 70 | 59 | +11 |
|  | 7.   | Shrewsbury Town     | 69 | 46 | 17 | 18 | 11 | 61 | 44 | +17 |
|  | 8.   | Dag & Red           | 68 | 46 | 19 | 11 | 16 | 77 | 53 | +24 |
|  | 9.   | Bradford City       | 67 | 46 | 18 | 13 | 15 | 66 | 55 | +11 |
|  | 10.  | Chesterfield        | 63 | 46 | 16 | 15 | 15 | 62 | 57 | +5  |
|  | 11.  | Morecambe           | 65 | 46 | 15 | 18 | 13 | 53 | 56 | -3  |
|  | 12.  | Darlington (-10)    | 62 | 46 | 20 | 12 | 14 | 61 | 44 | +17 |
|  | 13.  | Lincoln City        | 59 | 46 | 14 | 17 | 15 | 53 | 52 | +1  |
|  | 14.  | Rotherham Utd (-17) | 58 | 46 | 21 | 12 | 13 | 60 | 46 | +14 |
|  | 15.  | Aldershot Town      | 54 | 46 | 14 | 12 | 20 | 59 | 80 | -21 |
|  | 16.  | Accrington Stanley  | 50 | 46 | 13 | 11 | 22 | 42 | 59 | -17 |
|  | 17.  | Barnet              | 48 | 46 | 11 | 15 | 20 | 56 | 74 | -18 |
|  | 18.  | Port Vale           | 48 | 46 | 13 | 9  | 24 | 44 | 66 | -22 |
|  | 19.  | Notts County        | 47 | 46 | 11 | 14 | 21 | 49 | 69 | -20 |
|  | 20.  | Macclesfield Town   | 47 | 46 | 13 | 8  | 25 | 45 | 77 | -32 |
|  | 21.  | Bournemouth (-17)   | 46 | 46 | 17 | 12 | 17 | 59 | 51 | +8  |
|  | 22.  | Grimsby Town        | 41 | 46 | 9  | 14 | 23 | 51 | 69 | -18 |
|  | 23.  | Chester City        | 37 | 46 | 8  | 13 | 25 | 43 | 81 | -38 |
|  | 24.  | Luton Town (-30)    | 26 | 46 | 13 | 17 | 16 | 58 | 65 | -7  |

Legenda:
      Promosso in Football League One 2009-2010.
  Ammesso ai play-off.
      Retrocesso in Conference League Premier 2009-2010.
Regolamento:
Tre punti a vittoria, uno a pareggio, zero a sconfitta.
In caso di arrivo di due o più squadre a pari punti, la graduatoria verrà stilata secondo i seguenti criteri:
- differenza reti
- maggior numero di gol segnati

Note:

Il Darlington è stato sanzionato con 10 punti di penalizzazione per essere entrato sotto amministrazione finanziaria.
Il Bournemouth ed il Rotherham United sono stati sanzionati con 17 punti di penalizzazione per non aver negoziato un accordo di uscita dall'amministrazione finanziaria.
Il Luton Town è stato sanzionato con 30 punti di penalizzazione: 20 per non aver negoziato un accordo di uscita dall'amministrazione finanziaria e 10 per pagamenti illegali agli agenti.

## Spareggi

### Play-off

#### Tabellone
|  | Semifinali | Semifinali              | Semifinali | Semifinali | Semifinali |  |  | Finale          | Finale          | Finale |  |
|  |            |                         |            |            |            |  |  |                 |                 |        |  |
|  | 7          | Shrewsbury T. (4-3 dcr) | 0          | 1          | 1          |  |  |                 |                 |        |  |
|  | 4          | Bury                    | 1          | 0          | 1          |  |  | Shrewsbury Town | Shrewsbury Town | 0      |  |
|  | 6          | Rochdale                | 0          | 1          | 1          |  |  | Gillingham      | Gillingham      | 1      |  |
|  | 5          | Gillingham              | 0          | 2          | 2          |  |  |                 |                 |        |  |

#### Semifinali

##### Andata
| Arbitro: | Graham Laws |

|  |           |                   |
|  | Marcatori | 81’ (aut.) Ashton |

| Rochdale 7 maggio 2009, ore 20:45 CEST | Rochdale     | 0 – 0 referto | Gillingham | Spotland Stadium (4.450 spett.)\| Arbitro: \| Kevin Friend \| |
| Arbitro:                               | Kevin Friend |               |            |                                                               |

##### Ritorno
| Arbitro: | Colin Webster |

|                                          |                      |                                  |
|                                          | Marcatori            | 88’ McIntyre                     |
| Barry-Murphy Jones Racchi Bennett Bishop | Tiri di rigore 3 – 4 | Davies Ashikodi McIntyre Worrall |

| Arbitro: | Michael Oliver |

|                        |           |             |
| 13’ 58’ (rig.) Jackson | Marcatori | Dagnall 36’ |

#### Finale
| Arbitro: | Clive Oliver |

|             |           |  |
| Jackson 90’ | Marcatori |  |

## Statistiche

### Squadre

#### Primati stagionali
Squadre
- Maggior numero di vittorie: Brentford (23)
- Minor numero di vittorie: Chester City (8)
- Maggior numero di pareggi: Shrewsbury Town e Morecambe (18)
- Minor numero di pareggi: Macclesfield Town (8)
- Maggior numero di sconfitte: Macclesfield Town e Chester City (25)
- Minor numero di sconfitte: Brentford e Wycombe Wanderers (8)
- Miglior attacco: Dagenham & Redbridge (77 gol segnati)
- Peggior attacco: Accrington Stanley (42 goal segnati)
- Miglior difesa: Wycombe Wanderers (33 gol subiti)
- Peggior difesa: Chester City (81 gol subiti)
- Miglior differenza reti: Brentford (+28)
- Peggior differenza reti: Chester City (-38)

Partite
- Partita con maggiore scarto di gol: Shrewsbury Town-Gillingham 7-0
- Partita con più reti: Gillingham-Aldershot Town 4-4

### Individuali

#### Classifica marcatori
Aggiornata al 23 maggio 2009
| Gol |  |  | Giocatore      | Squadra         |
| --- |  |  | -------------- | --------------- |
| 20  |  |  | Grant Holt     | Shrewsbury Town |
| 20  |  |  | Jack Lester    | Chesterfield    |
| 18  |  |  | Reuben Reid    | Rotherham Utd   |
| 17  |  |  | Adam Le Fondre | Rochdale        |
| 17  |  |  | Paul Benson    | Dag & Red       |
| 17  |  |  | Brett Pitman   | Bournemouth     |
| 17  |  |  | John O'Flynn   | Barnet          |
| 17  |  |  | Simeon Jackson | Gillingham      |
| 17  |  |  | Peter Thorne   | Bradford City   |
| 16  |  |  | Andy Bishop    | Bury            |
| 16  |  |  | Ryan Lowe      | Chester City    |